# Aniba lancifolia
Aniba lancifolia är en lagerväxtart som beskrevs av K.Kubitzki & W.A. Rodrigues. Aniba lancifolia ingår i släktet Aniba och familjen lagerväxter. Inga underarter finns listade i Catalogue of Life.